# キャンプ・ウォーカー
キャンプ・ウォーカー（英語: Camp Walker、朝鮮語: 캠프 워커）は大韓民国大邱広域市南区にある在韓米軍の基地である。東明飛行場（トンミョンひこうじょう、朝鮮語: 동명비행장）とも呼ばれる。

## 概要
基地名称は、1950年12月23日、当時の交通事故で殉職した8群/国際連合司令部地上司令官だったウォルトン・ウォーカー中将を称えるために、彼の名前にちなんで名付けられた。
1920年代に日本軍によって建設され、飛行場、弾薬庫、訓練場などで使用されていた。大韓民国成立直後に韓国政府軍飛行場に転用され、一時期は大韓民国空軍本部がここに駐留した。韓国で初めて開発された国産軍用機である復活号もここで飛行した。1959年からは米国陸軍が駐屯し始め今日に至る。
ここには固定翼機の滑走路もあるが、1980年代以降は使用されておらず、現在はヘリコプターのみを運用している。領内には、米国陸軍の滑走路、ヘリポート、米軍宿舎、レクリエーションセンター、AFNコリアの大邱支局などがある。

## 返還
大邱広域市は3次循環道路の建設のために、この滑走路の返還を在韓米軍に要請したが、在韓米軍側は緊急時の使用などの軍事上の理由からこれを拒絶していたが、長年の協議の結果、2020年に国防部と在韓米軍は大邱市への返還に合意した。

## 参照項目
- 在韓米軍